# Bisdom San Justo

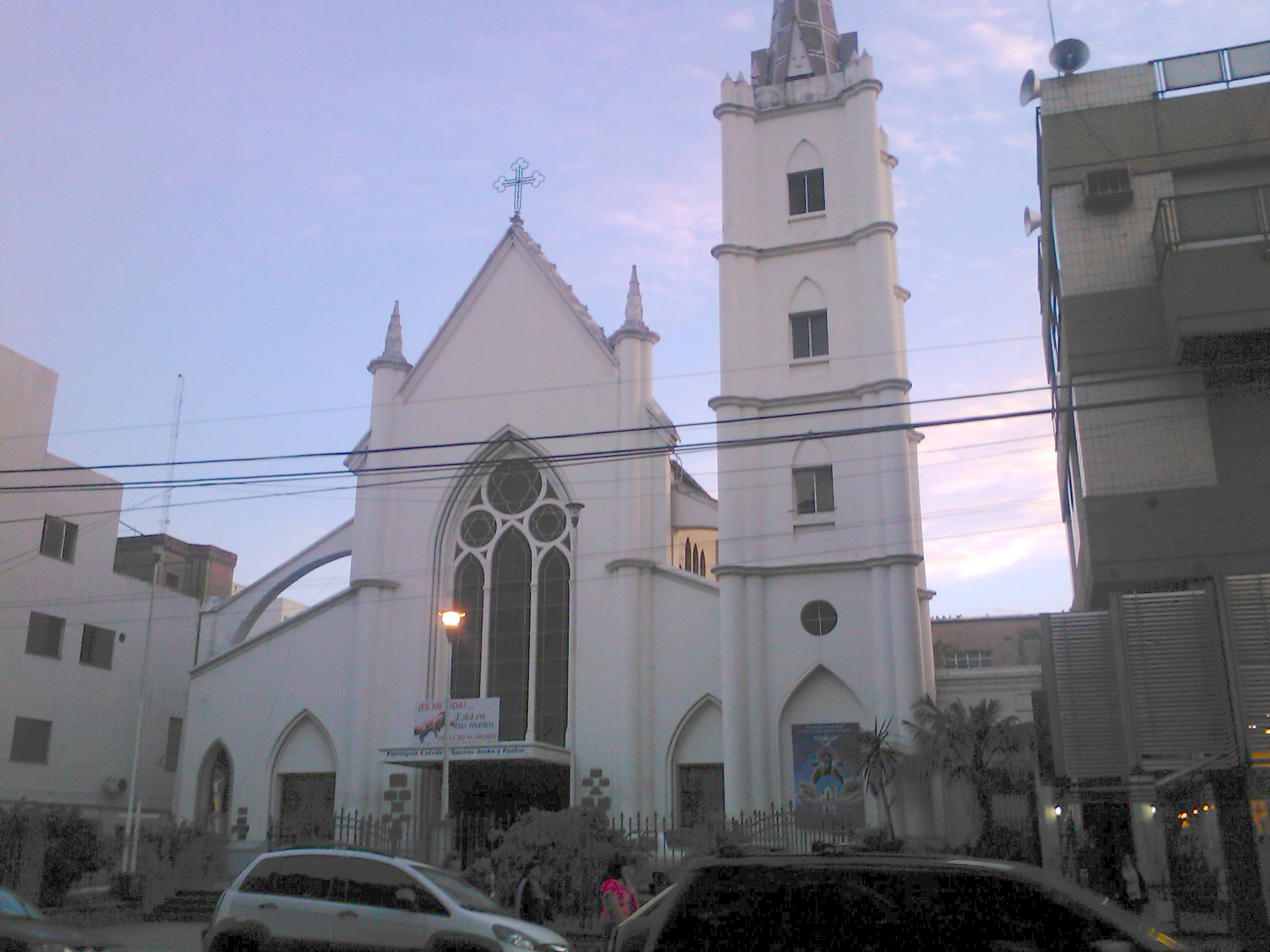
De kathedraal van San Justo

Het bisdom San Justo (Latijn: Dioecesis Sancti Iusti) is een rooms-katholiek bisdom met als zetel San Justo in Argentinië. Het bisdom is suffragaan aan het aartsbisdom Buenos Aires. Het bisdom werd opgericht in 1969.
In 2020 telde het bisdom 41 parochies. Het bisdom heeft een oppervlakte van 134 km2 en telde in 2020 1.584.000 inwoners waarvan 86,5% rooms-katholiek waren. 

## Bisschoppen
- Jorge Carlos Carreras (1969-1982)
- Rodolfo Bufano (1982-1990)
- Jorge Arturo Meinvielle, S.D.B. (1991-2003)
- Baldomero Carlos Martini (2004-2014)
- Eduardo Horacio García (2014-)

Buenos Aires (aartsbisdom) · Avellaneda-Lanús ·  Buenos Aires (Maronitisch) · Buenos Aires (Oekraïenisch) · Gregorio de Laferrere · Lomas de Zamora · Morón · Quilmes · San Isidro · San Justo · San Martín · San Miguel